# Огема (город, Миннесота)
Огема (англ. Ogema) — город в округе Бекер, штат Миннесота, США. На площади 3,3 км² (3,2 км² — суша, 0,2 км² — вода), согласно переписи 2002 года, проживают 143 человека. Плотность населения составляет 45,4 чел./км².
- Телефонный код города — 218
- Почтовый индекс — 56569
- FIPS-код города — 27-48130[1]
- GNIS-идентификатор — 0648899[2]